# 月形湖
月形湖是一个位于中国西藏自治区班戈县的湖泊，面积约为10平方千米。